# Opeatocerata lopesi
Opeatocerata lopesi är en tvåvingeart som beskrevs av Smith 1991. Opeatocerata lopesi ingår i släktet Opeatocerata och familjen dansflugor. Inga underarter finns listade i Catalogue of Life.